# Cryptococcus neoformans
Cryptococcus neoformans là một loại nấm hạt men có khả năng sống cả trong cơ thể thực vật và động vật. Dạng sinh sản vô tính của loài nấm này là Filobasidiella neoformans, một loại nấm dạng sợi thuộc về lớp Tremellomycetes.

## Phân loại
Cryptococcus neoformans bao gồm hai thứ (v.): C. neoformans v. neoformans và v. grubii. Thứ ba, C. neoformans v. gattii, hiện nay được xem là một loài riêng biệt, Cryptococcus gattii. C. neoformans v. grubii và v. neoformans phân bố rộng khắp trên thế giới và thường được tìm thấy trong đất bị nhiễm phân chim. Bộ gen của C. neoformans v. neoformans đã được công bố giải mã vào năm 2005.. Những nghiên cứu gần đây chỉ ra rằng các quần thể Cryptococcus neoformans và nhiều loài nấm liên quan phát triển trong đống đổ nát của lò nóng chảy hạt nhân của Nhà máy năng lượng hạt nhân Chernobyl có thể sử dụng năng lượng từ tia phóng xạ (chủ yếu là tia beta) qua cách sinh trưởng bằng xạ dưỡng.

## Đặc điểm
Cryptococcus neoformans thường phát triển bằng phương thức của nấm men (đơn bào) và nhân lên bằng cách nảy chồi. Khi phát triển dưới dạng nấm, C. neoformans đặc trưng bởi sự hiện diện của một bao mucpolysaccharide rất dày. Ở mức vi thể, phương pháp nhuộm mực tàu được dùng để quan sát vỏ bao của Cryptococcus neoformans dễ dàng. Các phần tử của sắc tố mực không thể xâm nhập vào bao vỏ bao quanh tế bào nấm hình cầu, vì lý do này khi quan sát trên kính hiển vi sẽ xuất hiện một vùng trong suốt hay "vầng sáng" xung quanh tế bào nấm. Tính chất này cho phép xác định nhanh chóng và dễ dàng C. neoformans. 

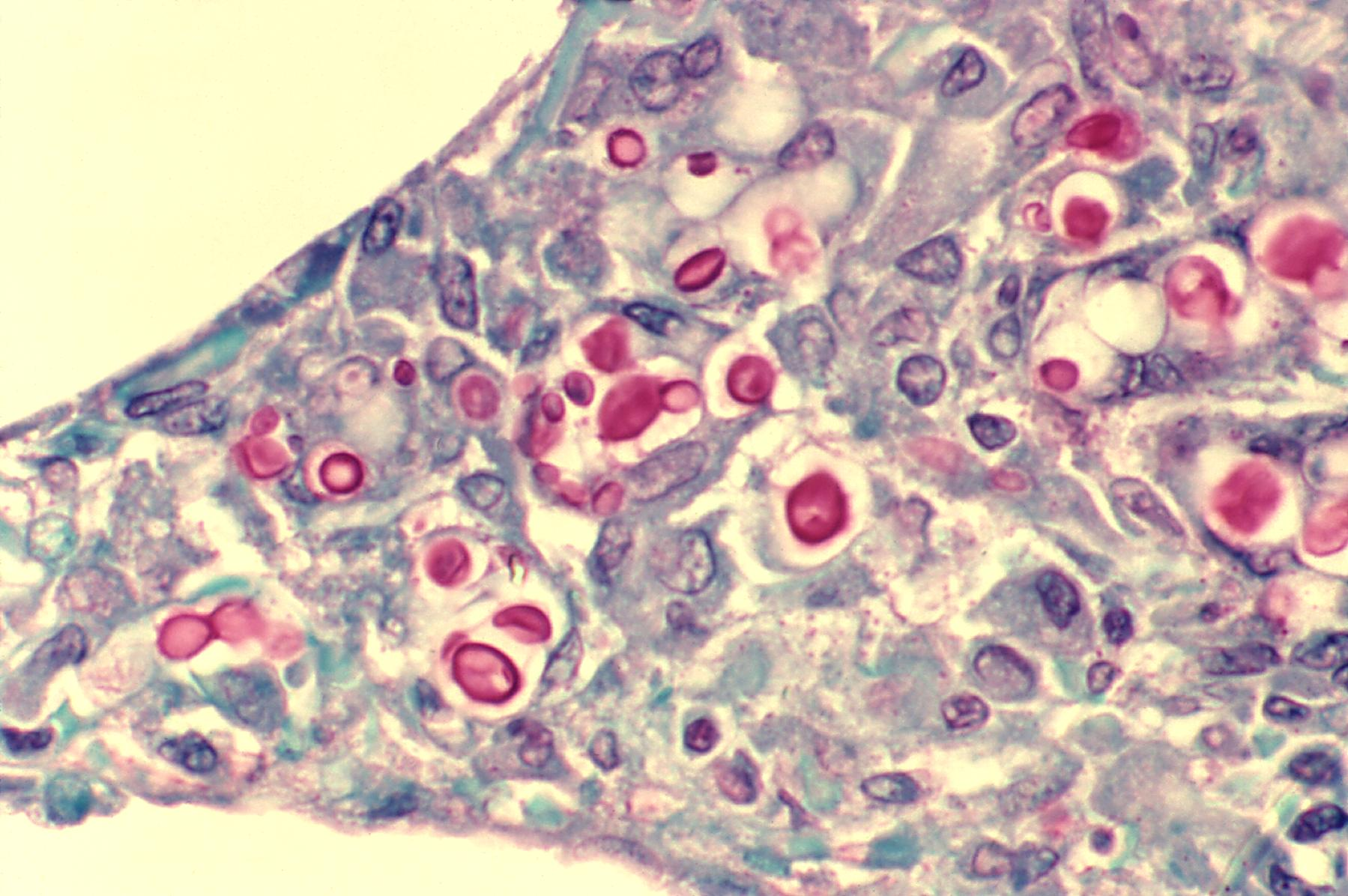
Cryptococcus neoformans được tìm trong phổi của bệnh nhân AIDS. Vỏ trong có màu đỏ khi được nhuộm trong ảnh hiển vi

## Bệnh học
Các bào tử C. neoformans phát tán theo không khí xâm nhập vào phổi gây ra các thể bệnh gây ra các thể bệnh:
- Thể phổi nguyên phát: Thể phổi thường diễn tiến đa dạng, khó tiên đoán đặc biệt là ở các cơ thể trước đó khỏe mạnh. Một số trường hợp có biểu hiện viêm phổi nhưng thường lại tự giới hạn, không cần điều trị. Đối với những bệnh nhân AIDS bệnh lại diễn biến nặng hơn và có thể dẫn tới suy hô hấp cấp.[3]
- Viêm não màng não: Đây là thể thường gặp nhất và cũng là thể gây tử vong cao nhất trong bệnh gây ra do C. neoformans. Phần lớn thể này xuất hiện tiếp sau thể thể phổi nguyên phát không được phát hiện.[3]
- Ngoài ra thì còn bị tổn thương da làm viêm da và Viêm xương tủy xương